# بيبلوم
بيبلوم (من اللاتينية: peplum) وتسمى أيضا بأفلام القوس والصندل (بالإنجليزية: Sword-and-sandal)‏ هو صنف سينمائي لأفلام الخيال التاريخي التي تدور أحداثها في التاريخ القديم. ظهر هذا النوع السينمائي في إيطاليا في العشرية الثانية للقرن العشرين وبلغ أوجه بين سنوات 1950 و1960 ثم قلت جاذبيته تدريجيا لدى المنتجين السينمائيين قبل أن ينتعش من جديد في بداية الألفية الثالثة مع إنتاجات عملاقة مثل غلاديايتر (2000) وطروادة (2004) والإسكندر (2005).

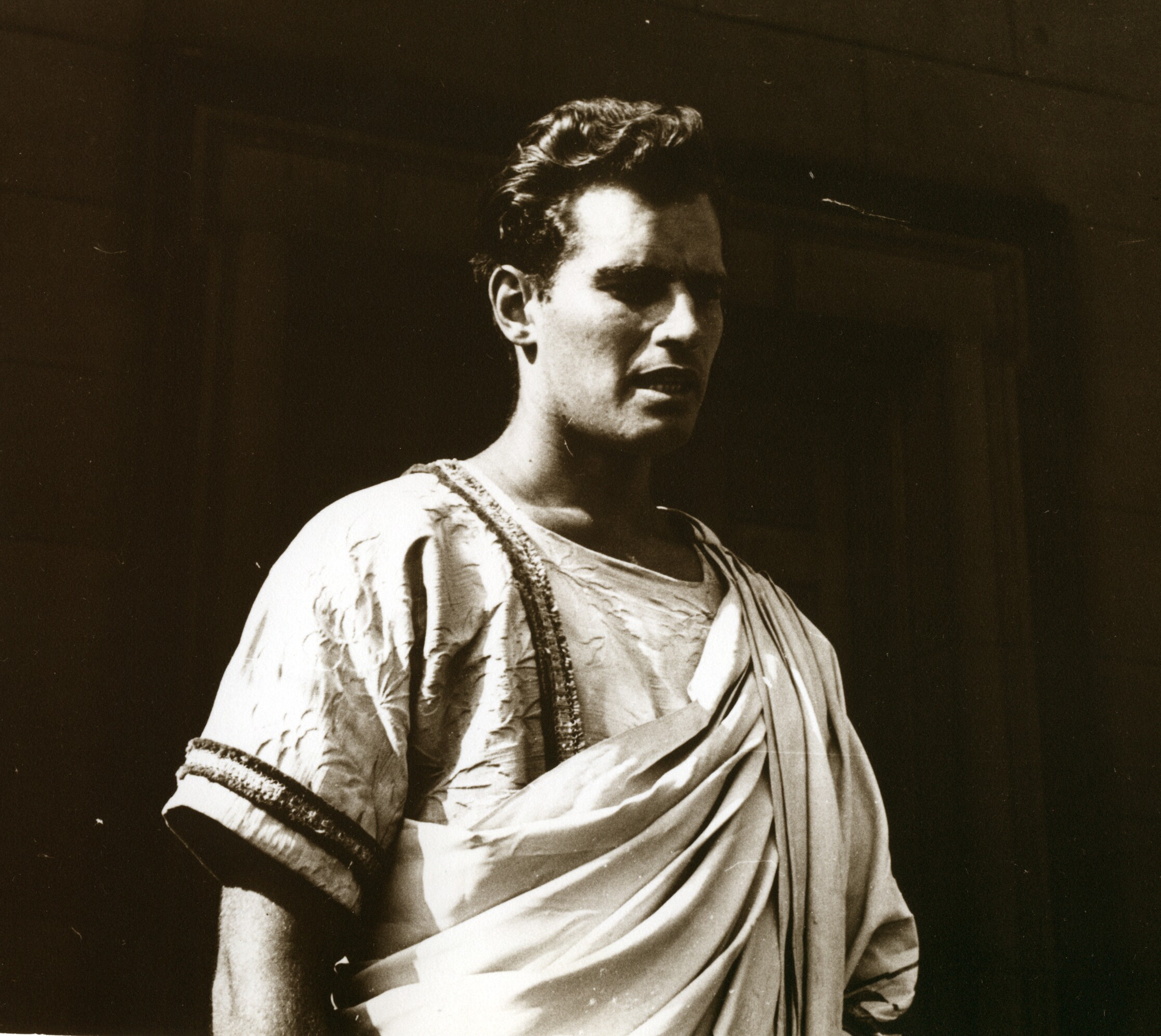
شارلتون هيستون خلال تصوير فيلم يوليوس قيصر سنة 1950

طالما خلق صنف البيبلوم نقاشات وجدالات حول أحقيته بتصنيف سينمائي مستقل كما وجهت له انتقادات حول ميل أفلامه (خصوصا إنتاجات منتصف القرن العشرين) إلى تفضيل الإثارة والفانتازيا على حساب وثوقية ومصداقية السياقات والأحداث التاريخية المقدمة.

## أصل التسمية
كلمة بيبلوم اللاتينية ذات أصل إغريقي بيبلوس (peplos) وهي في الأصل تسمية لزي أو رداء إغريقي وروماني مشكل من قطعة ثوب تلف على البدن وتثبت عبر ثنيها على مستوى الكتف. يرجع استخدام بيبلوم لأول مرة كتصنيف سينمائي إلى سنة 1963 لما خرج من دائرة رواد النادي السينيمائي الباريسي ماكماهون، وكان ضمنهم المخرج الفرنسي بيرتران تافرنيي. كان تافيرنيي وأصدقاؤه من المعجبين بهذا التيار السينمائي الإيطالي الذي يقدم أفلاما في سياقات التاريخ القديم مفعمة بالحركة وببصمة غرائبية خصوصا على مستوى الملابس والديكورات.
من المحتمل أن تكون تسمية بيبلوم مرتبطة باسم فيلم الرداء، الذي أخرجه هنري كوستر سنة 1953، والذي كان أول فيلم في التاريخ صور بتقنية سينما سكوب.
انتشر بالتالي استخدام تسمية بيبلوم، في فرنسا وفي العالم، للإشارة إلى أفلام المغامرات التي تدور أحداثها في التاريخ القديم، وخصوصا روما القديمة، اليونان القديمة ومصر القديمة.